# تیم ملی فوتبال سوئیس

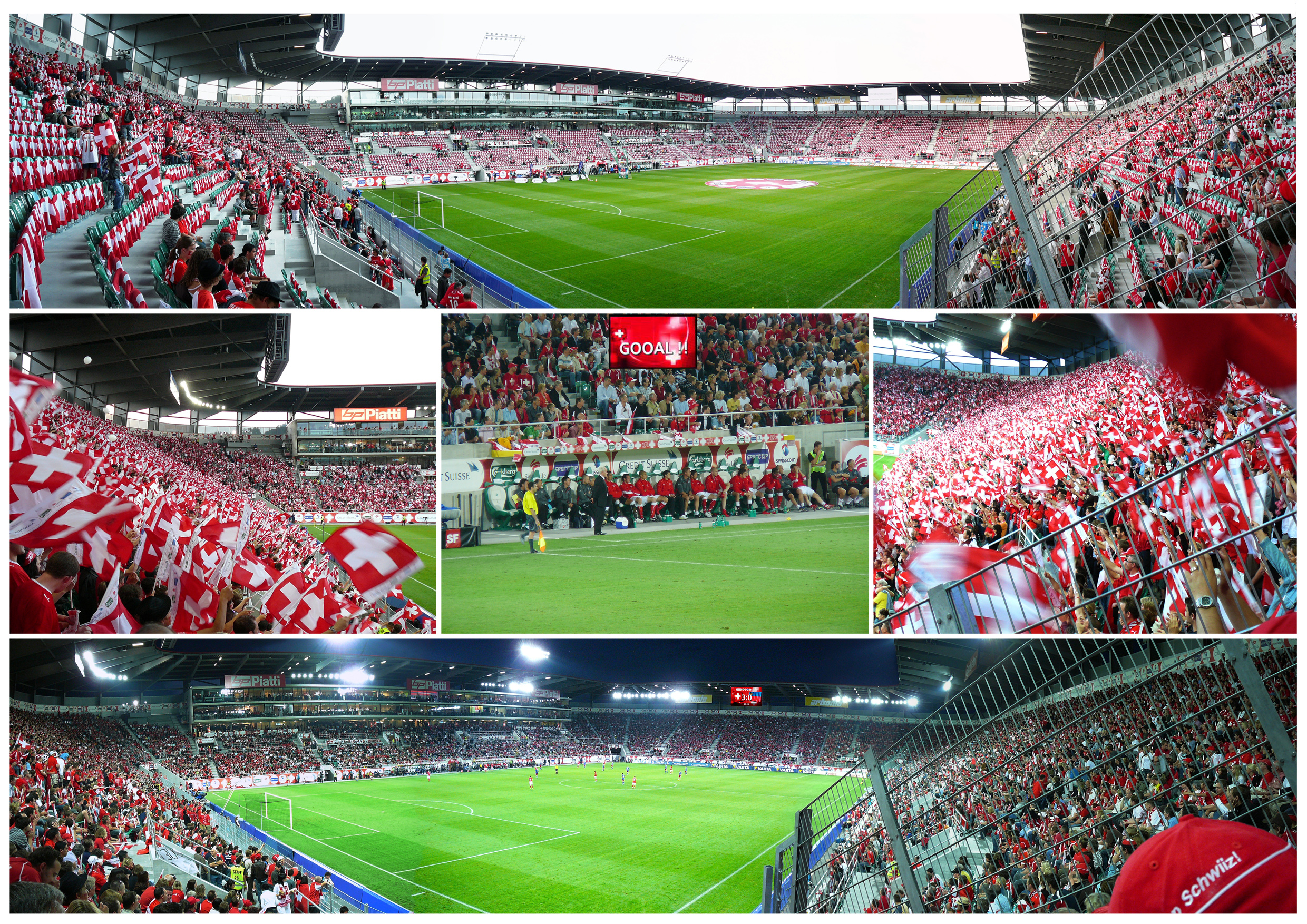

تیم ملی فوتبال سوئیس یک تیم فوتبال بین‌المللی است که به نمایندگی از کشور سوئیس به میدان می‌رود. این تیم زیر نظر اتحادیه فوتبال سوئیس فعالیت می‌کند. بهترین عملکرد سوئیس در جام جهانی فیفا سه بازی مرحله یک چهارم نهایی، در سال‌های ۱۹۳۴، ۱۹۳۸ و ۱۹۵۴ است. آنها در سال ۱۹۵۴ میزبان این رقابت‌ها بودند، جایی که در مرحله یک چهارم نهایی با اتریش بازی کردند و با نتیجه ۷ بر ۵ شکست خوردند. تیم ملی سوییس در مرحله یک چهارم نهایی یورو ۲۰۲۴ با شکست سنگین مقابل انگلستان حذف شد. این نتیجه همچنان از جام جهانی ۲۰۰۰ تا کنون یکی از بازی‌های پرگل فیفا به‌شمار می‌رود.
در سال ۱۹۲۰ یک دروازه‌بان ایرانی به نام حسین‌علی‌خان سردار در بازی برابر تیم ملی فوتبال فرانسه برای این کشور به میدان رفت.

## کیت (لباس ورزشی)
لباس خانگی تیم ملی سوئیس پیراهن قرمز، شورت سفید و جوراب قرمز است. اما لباس خارج از خانه با پیراهن و جوارب سفید و شورت قرمز می‌باشد. در صورت تغییرات جزئی امکان تغییر در ترکیب رنگ وجود دارد اما ترکیب کلی ثابت بین رنگ سفید و قرمز رنگ‌های پرچم این کشور است. در حال حاضر از سال ۱۹۹۸ تا اکنون برند پوما تولیدکننده کیت این تیم است. 

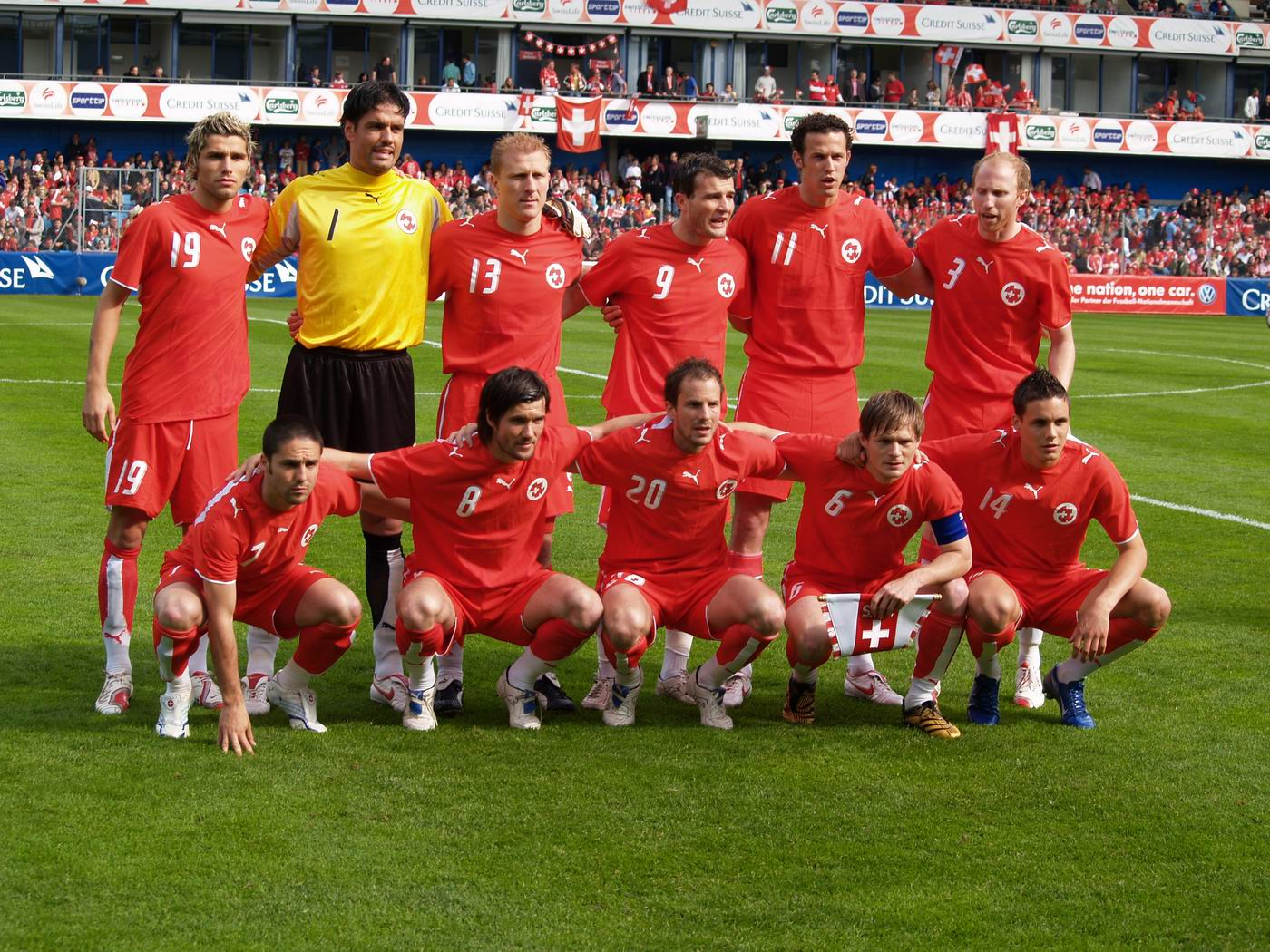
تیم ملی فوتبال سوییس قبل از جام جهانی
۲۰۰۵